# Teleszky János
Teleszky János (Nagyvárad, 1868. szeptember 15. – Budapest, 1939. június 13.) pénzügyi szakember, politikus, pénzügyminiszter, az MTA tagja.

## Élete
Édesapja Teleszky István jogtudós, igazságügyminisztériumi államtitkár volt. Jogi tanulmányait előbb a nagyváradi jogakadémián, majd a budapesti egyetemen végezte.
1889-ben lépett a Pénzügyminisztérium szolgálatába. 1903-ban a költségvetési és zárszámadási osztály főnöke, 1909-ben miniszteri tanácsos lett. 1911-ben államtitkárrá, 1912. április 22-én a Lukács-kormány pénzügyminiszterévé, s egyben valóságos belső titkos tanácsossá nevezték ki. Miniszteri tisztséget 1917. január 15-éig, Tisza István kabinetjének átszervezéséig töltötte be. 1922–1924-ben az Országos Pénzügyi Tanács elnöki pozícióját viselte. Elnöke volt még az Első Magyar Általános Biztosító Társaságnak és a Pesti Magyar Kereskedelmi Bank Rt.-nek, valamint több iparvállalatnak, gazdasági érdekképviseleti szervnek volt vezető tagja. Nyugállományba helyezését követően széles körű gazdasági tevékenységet fejtett ki, 1939-ben bekövetkezett haláláig. 1930-ban az MTA igazgató tagjául választotta.

## Munkássága
A nevéhez fűződik a nyugdíjtörvény megalkotása és a Pénzintézeti Központ létrehozása. A Bethlen István nevével fémjelzett korszakban döntő szerepet játszott a pénzügyi törvények előkészítésében.

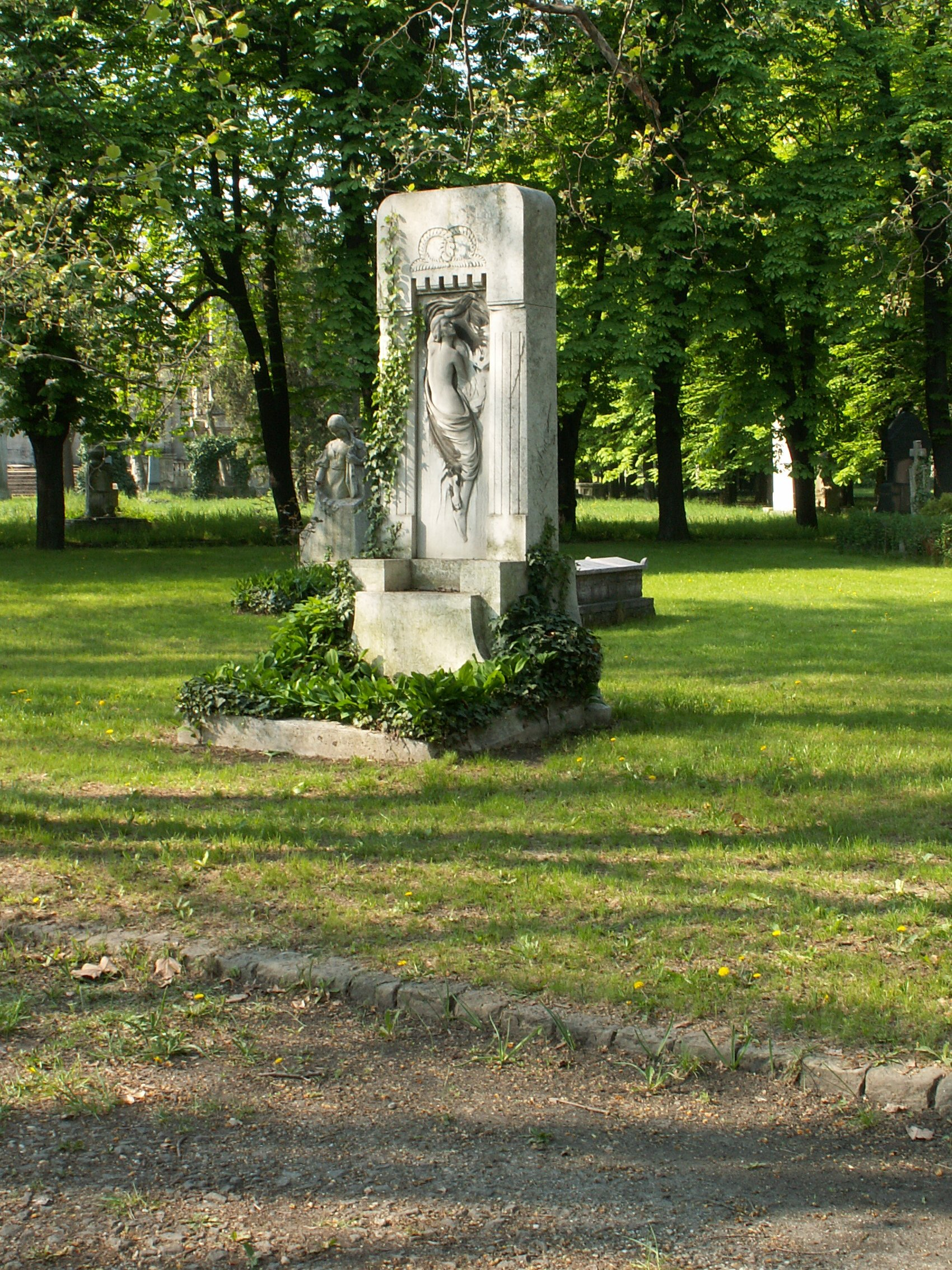
Sírja a Fiumei úti sírkertben, Bory Jenő alkotása, 1900

## Munkái
- A magyar állam pénzügyei a háború alatt. MTA, Budapest, 1927
- Közgazdaságtan. MTA, Budapest, 1941